# Gustaf Svensson
Gustaf Arthur Leopold Svensson (ur. 17 marca 1882 w Varberg, zm. 13 lipca 1950 w Lundby) – szwedzki żeglarz, olimpijczyk, zdobywca srebrnego medalu w regatach na letnich igrzyskach olimpijskich w 1920 roku w Antwerpii.
Na Letnich Igrzyskach Olimpijskich 1920 zdobył srebro w żeglarskiej klasie 40 m². Załogę jachtu Elsie tworzyli również Ragnar Svensson, Percy Almstedt i Erik Mellbin.